# Antoni Ciuffo
Antoni Ciuffo (Sàsser, Sardenya 1879 - Barcelona 1911), conegut com a Ramon Clavellet fou un escriptor alguerès d'origen napolità, un dels fundadors del Centre Catalanista La Palmavera. El 1906 assistí amb Joan Palomba en representació de l'Alguer al I Congrés Internacional de la Llengua Catalana celebrat a Barcelona. Aleshores ja va viure allí, on va fer amistat amb Josep Aladern i va escriure articles i donà conferències sobre l'Alguer i l'alguerès. Va viure també algun temps a Reus, on dirigí algunes publicacions periòdiques (Lo Campaneret, per exemple, La Kabila, o Foment) i col·laborà en altres. El 1908 fundà la revista La Sardenya Catalana.
Les seves poesies Serenada i Himne alguerès han estat musicades per Joan Pais i Melis, i aquesta última ha esdevingut com una mena d'himne de la ciutat.

## Obres
- La Conquista de Sardenya (1906)